# Lydia Robsahm
Lydia Sophia Robsahm, född 10 september 1855 i Stockholm, död okänt år, var en svensk-finländsk konstnär.
Hon var dotter till bryggaren Abraham Robsahm och Hedvig Sophia Laurentia Nordgren och från 1881 gift i Helsingfors med den svenske skulptören Carl Elias Hammar. Hon var dotterdotter till Carl Wilhelm Nordgren och systerdotter till Axel Wilhelm Nordgren. Robsahms familj flyttade till Finland 1873 där hon fick sin konstnärliga utbildning. Hon medverkade i en samlingsutställning arrangerad av Konstföreningen för södra Sverige 1879 men kom huvudsakligen att ställa ut med Finska konstföreningen i Helsingfors på 1890-talet. Hennes tavlor såldes även genom två ombud i Helsingfors och Wiborg. Hennes konst består av djurstudier samt landskapsmålningar från Finland och Bayern. Hon försvinner spårlöst från alla arkiv 1898 och hennes senare öden är okända.